# Ỵ
Cette page contient des caractères spéciaux ou non latins. S’ils s’affichent mal (▯, ?, etc.), consultez la page d’aide Unicode.
Ỵ (minuscule : ỵ), appelé Y point souscrit, est un graphème utilisé dans l’écriture du vietnamien et dans la romanisation ISO 11940 du thaï.  Il s'agit de la lettre Y diacritée d'un point souscrit.

## Utilisation
Le y point souscrit ‹ ỵ › a été utilisé dans l’écriture du peul dans la première moitié du xxe siècle, par exemple dans la grammaire de Frank William Taylor publiée en 1921, avant d’être remplacé par le y crosse ‹ ƴ ›.

## Représentations informatiques
Le Y point souscrit peut être représenté avec les caractères Unicode suivants :
- précomposé (latin étendu additionnel) :

| formes    | représentations | chaînes de caractères | points de code | descriptions                             |
| --------- | --------------- | --------------------- | -------------- | ---------------------------------------- |
| capitale  | Ỵ               | Ỵ                     | U+1EF4         | lettre majuscule latine y point souscrit |
| minuscule | ỵ               | ỵ                     | U+1EF5         | lettre minuscule latine y point souscrit |

- décomposé (latin de base, diacritiques) :

| formes    | représentations | chaînes de caractères | points de code | descriptions                                         |
| --------- | --------------- | --------------------- | -------------- | ---------------------------------------------------- |
| capitale  | Ỵ               | Y◌̣                    | U+0059 U+0323  | lettre majuscule latine y diacritique point souscrit |
| minuscule | ỵ               | y◌̣                    | U+0079 U+0323  | lettre minuscule latine y diacritique point souscrit |